# Hote Hote Pyar Ho Gaya
Hote Hote Pyar Ho Gaya (1999) to bollywoodzki film akcji z wątkami miłosnymi. W rolach głównych Jackie Shroff, Kajol i Atul Agnihotri. W rolach drugoplanowych Kulbhushan Kharbanda i Aruna Irani. To jedyny film w reżyserii aktora Firoz Irani. Tematem filmu jest obrona tradycyjnych wartości - szczęście, jakie przynosi zaufanie wyborom rodziców (nawet wyborom współmałżonka) i świętość małżeńskich więzi. Film pokazuje, że małżeństwo nie jest grą, ale "obietnicą życia u umierania razem", że istotą prawdziwej miłości jest poświęcenie się dla drugiej osoby. Bohaterami filmu jest zakochana para, która poślubiwszy wybrane przez rodziców osoby dąży do rozpadu niechcianych małżeństw.

## Fabuła
Goa. Najpierw droczenie się ze sobą, przechwalanie się przed kumplami podbojem, uraza, a potem zauroczenie. Pinky (Kajol i Bunty (Atul Agnihotri) zakochują się w sobie. Już widzą siebie w rolach przyszłego męża, przyszłej żony. Ale rodzice mają wobec nich inne plany. Bunty jeszcze w dzieciństwie został przez ojca obiecany za męża córce przyjaciela. Ojciec Pinky wybrał dla niej odpowiedzialnego, bardzo poważnego oficera policji Arjuna (Jackie Shroff). Młodzi są zrozpaczeni. Ciotka Bunty (Aruna Irani) uświadamia im stojący przed nimi wybór. Mogą odrzucić wolę rodziców i materialne zabezpieczenie, pobrać się z miłości i żyć ... w biedzie. Albo - zgodzić się na wybranych przez rodziców małżonków i swoim postępowaniem tak zrazić ich do siebie, że sami zażądają... rozwodu. Wybierają to, co wydaje się łatwiejsze. Pinky poślubia zakochanego w niej Arjuna. Bunty we wszystkim wychodzącą mu naprzeciw Shobhę. Zaczynają z nimi grę, której celem jest wzbudzić w małżonku wrogość i pragnienie rozstania się...

## Obsada
- Jackie Shroff ... oficer policji Arjun
- Kajol ... Pinky
- Atul Agnihotri ... Atul (Bunty)
- Ayesha Jhulka ... Shobha
- Aruna Irani ... Buaji
- Kulbhushan Kharbanda ... pułkownik (Pinky ojciec)
- Prem Chopra ... Jagawar
- Reeta Bhaduri ... Asha
- Anil Dhawan ... Ajit
- Anjana Mumtaz ... Arjuna amam

## Muzyka i piosenki
| Piosenkę                | śpiewa(ją)                   |
| ----------------------- | ---------------------------- |
| Haiyo Hikko Nikko Ni    | Kavita Krishnamurthy         |
| Haiyo Hikko Nikko Ni    | Anand Raj Anand              |
| Hote Hote Pyaar Ho Gaya | Alka Yagnik                  |
| Jab Tum Mere            | Kumar Sanu                   |
| Laddu Motichur Ka       | Alka Yagnik, Poornima        |
| O Jane Jaa              | Udit Narayan, Sadhana Sargam |
| Pyar Wale Rang          | K. S. Chitra                 |